# Abū l-Aʿlā Maudūdī

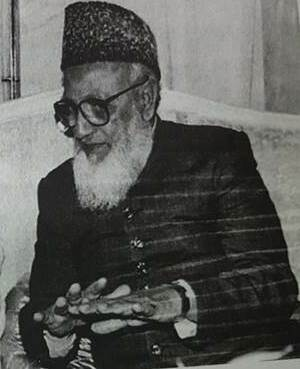
Abū l-Aʿlā Maudūdī

Sayyid Abū l-Aʿlā Maudūdī (Urdu ابو الاعلىٰ مودودی, auch Mawdudi und kurz al-Maududi geschrieben; geboren am 25. September 1903 in Aurangabad, Maharashtra, Indien; gestorben am 22. September 1979 in Buffalo, New York) war ein indisch-pakistanischer Journalist, islamisch-fundamentalitischer Theologe, Politiker und einer der führenden Interpreten des Islams im 20. Jahrhundert. Er wandte sich insbesondere gegen den Laizismus und befürwortete theokratische Konzepte. Seine Ideen beeinflussten Pakistans Politik und wurden zum Programm der vor allem in Pakistan, aber auch in Indien, Sri Lanka, Großbritannien und den USA agierenden Jamāʿat-i Islāmī, JI. Bis zu seinem Rücktritt als Emir dieser Organisation im Jahre 1972 war er der bekannteste, umstrittenste und sichtbarste aller religiösen Führer Pakistans. Einer der Gründe für seinen Erfolg war sein Schreibstil in Urdu, der eine große Anziehungskraft auf Pakistaner ausübte.

## Herkunft und Familie
Maudūdī entstammte einer Familie mit langer religiöser Tradition. Sein Vater, Sayyid Ahmad Hasan (geb. 1857 in Delhi), hatte seine frühe Schulbildung an der Aligarh-Schule von Sayyid Ahmad Khan erhalten und als Anwalt gearbeitet, hatte diese Tätigkeit jedoch aufgegeben, weil er zu der Auffassung gelangt war, dass er seinen Lebensunterhalt auf unislamische Weise verdiente.

## Leben

### In Britisch-Indien
Maudūdī gab selbst an, dass er am 3. Radschab 1321 (= 25. September 1903) geboren wurde. In seiner Kindheit erhielt er eine religiöse Erziehung durch seinen Vater und verschiedene Lehrer, die dieser engagiert hatte, um seinen Söhnen die Grundlagen des Islam, der islamischen Geschichte und des literarischen Erbes der arabischen, persischen und Urdu-Sprache zu vermitteln. Maudūdī erhielt nur eine minimale formale Ausbildung von drei Jahren in einer Madrasa.

#### Als Journalist in Bijnor, Jabalpur und Delhi
Nach dem Tod seines Vaters schlug Maudūdī gemeinsam mit seinem Bruder, der 1918 eine Stelle als Redakteur bei Madina in Bijnor antrat, eine journalistische Laufbahn ein. Als sich die Khilafatbewegung, die sich nach dem Ende des Ersten Weltkriegs für den Fortbestand des osmanischen Kalifats einsetzte, sich Mahatma Gandhis Bewegung des passiven Widerstands (Satyagraha) annäherte und dieser sich der Kalifat-Bewegung anschloss, um das Wohlwollen der indischen Muslime zu gewinnen, beteiligte sich Maudūdī aktiv an dieser Bewegung und schrieb auch sein erstes Buch über Gandhis Persönlichkeit und Werk. Dieses wurde aber vor der Veröffentlichung von der britischen Regierung beschlagnahmt. Bald darauf lud ihn ein gewisser Maulavi Taj-ud-Din ein, Herausgeber für dessen Zeitung Weekly Taj zu werden. 1920 ging Maudūdī nach Jabalpur, wo er es schaffte, die Zeitung in eine Tageszeitung umzuwandeln. Die Zeitung unterstützte die Khilafatbewegung und trug vor Ort maßgeblich dazu bei, breite Unterstützung für den Indischen Nationalkongress zu gewinnen. Bald darauf wurde sie aber geschlossen, als die Regierung einen von Maudūdīs Artikeln für politisch anstößig befand.
Dies führte Maudūdī zurück nach Delhi, wo er zum ersten Mal die Führer der Jamʿīyat ʿUlama-i Hind („Organisation der indischen ʿUlamā'“) traf. Maulānā Mufti Kifāyatullāh und Maulānā Ahmad Saʿūd luden 1921 ihn ein, Muslim, die offizielle Zeitung der Jamʿīyat, herauszugeben. Diese Aufgabe übernahm er bis 1923, als die Zeitung ihr Ende fand. Als Gandhi 1921 die Kampagne der Nichtkooperation abbrach, kritisierte Maudūdī ihn scharf dafür, dass er die Unabhängigkeit Indiens verraten habe.

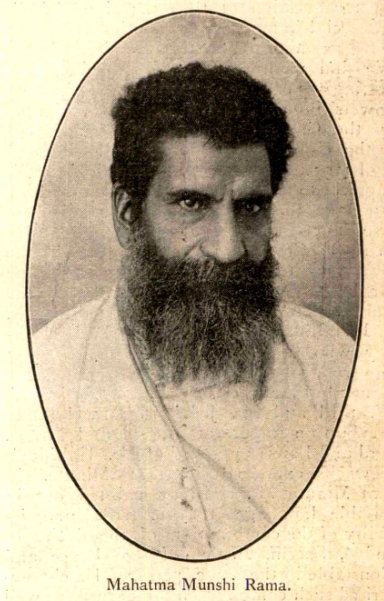
Swami Shradhanand im Jahre 1913

Im Jahr 1924 nahm Maudūdī die Herausgeberschaft von al-Jamʿīyat, einer anderen Zeitung der Jamʿīyat, an. Diese führte er bis 1927 oder 1928 weiter. Ein bedeutender Wendepunkt für ihn war die Ermordung des Arya-Samaj-Missionars Swami Shradhanand durch einen muslimischen Fanatiker im Dezember 1926. Der Mord löste einen großen öffentlichen Aufschrei aus, und in der Presse erschienen Kritiken am Islam und den Muslimen. Es gab Anschuldigungen, der Islam verlasse sich bei seiner Verbreitung allein auf das Schwert und verspreche denen das Paradies, die einen Ungläubigen töten. Maudūdī nahm sich dieser Vorwürfe in den Kolumnen seiner Zeitschrift an, und seine Artikel wurden später in einem Buch mit dem Titel al-Jihād fī l-Islām („Der Dschihad im Islam“) veröffentlicht.

#### Hyderabad: Die Gründung der ZeitschriftTarjumān al-qurʾān
1928 zog sich Maudūdī zur Kontemplation und zum Schreiben nach Hyderabad zurück. Im Laufe der folgenden Jahre entwickelte er seine entscheidenden reformistischen Positionen. Sie besagten, dass der gegenwärtige Islam von verderblichen westlichen Vorstellungen gereinigt werden müsse. Es müsse deutlich gemacht werden, dass der Islam selbst ein vollständiger Gesellschafts- und Lebensentwurf sei, der ohne auswärtige Hilfe auskomme. Weiterhin war für ihn der Abbruch jeglicher Beziehungen zu den Hindus Voraussetzung für eine wirkliche Läuterung und eine Rückkehr zur „wahren“ Religion. 1932 gründete Maudūdī eine Monatszeitschrift in Urdu, Tarjumān al-qurʾān („Interpret des Koran“), und seine Schriften erregten große Aufmerksamkeit. Bis dahin hatte er sich bereits mit der Veröffentlichung seines Buchs Risāla-yi Dīnīyat, das er auf Bitten der Regierung des Nizam von Hyderabad in Urdu verfasst hatte, einen Ruf als islamischer Theologe erworben. Das Werk wurde 1932 ins Englische übersetzt und unter dem Titel Towards Understanding Islam veröffentlicht.

#### Zwischen Pathankot und Lahore: Kampf gegen die Pakistan-Bewegung
Muhammad Iqbal, der von dem jungen Journalisten beeindruckt war, ermutigte Maudūdī 1937, in die Stadt Pathankot im Punjab zu ziehen, wo es einen Waqf gab. Dort fand Maudūdī ein gut ausgestattetes Anwesen mit einer Druckerei vor. Im Januar 1938 zog er nach Pathankot um. Maudūdīs Ziel bei seinem Umzug war es, das Ideal einer Gemeinschaft zu verwirklichen, in der die Grundsätze des Islam vollständig umgesetzt würden. Allerdings zog Maudūdī schon im Dezember nach Lahore weiter, um am dortigen Islamia College zu unterrichten. Er hielt aber auch in dieser Zeit enge Verbindungen zum Waqf aufrecht. Nachdem er ein Jahr in Lahore unterrichtet hatte, zog er nach Pathankot zurück.
In dem Vorschlag der Muslimliga, dass die Muslime Indiens eine eigenständige Nation bildeten und als solche einen eigenen Staat bilden sollten, sah Maudūdī eine Katastrophe, zumal dieser Vorschlag bei den Muslimen auf immer größere Begeisterung stieß. Er sah darin die Gefahr, dass die Muslime durch den Nationalismus vom Islam abgebracht werden könnten. Er weigerte sich, die Bewegung zur Abspaltung Pakistans von Indien zu unterstützen, weil er nicht glaubte, dass eine nationalistische Bewegung islamisch sein könnte, und weil er der Führung dieser Bewegung nicht traute. Zwischen 1937 und 1939 wandte sich Mawdidi aktiv der politischen Polemik zu, die sich auch gegen die nationalistischen ʿUlamā' von Deoband und der Jamʿīyat ʿUlama-i Hind richtete; es kam auf beiden Seiten zu heftigen Angriffen und Gegenangriffen. Von 1939 an erörtete Maudūdī in seinen Schriften die Natur und die Anforderungen eines islamischen Gemeinwesens.
Als die Muslimliga im März 1940 in der Lahore-Resolution erstmals die Gründung Pakistans als Ziel festlegte, gelangte Maudūdī zu der Auffassung, dass die Lage für die muslimische Gemeinschaft so kritisch geworden sei, dass er sich nicht mehr damit begnügen konnte, Essays zu schreiben und rein auf ideologischer Ebene zu kämpfen. Im August 1941 traf sich auf seine Einladung hin in Lahore eine Gruppe von etwa 75 interessierten Personen, um die Jamāʿat-i Islāmī zu gründen. Er selbst wurde zu ihrem ersten Anführer (amīr) gewählt. Eine kleine, informierte, engagierte und disziplinierte Gruppe zu bilden, die sich darum bemüht, die soziale und politische Führung zu übernehmen, war seiner Überzeugung nach der beste Weg zur Transformation einer Gesellschaft. Sie sollte die entscheidenden Positionen im zukünftigen islamischen Staat einnehmen können, den Maudūdī zu errichten hoffte. Weder die Mitgliederzahl noch der Einfluss der Jama'at-i-Islami waren in diesen Jahren groß, und ihre politische Haltung war bei der Mehrheit der Muslime unbeliebt, denn die Organisation folgte Maudūdīs Linie, sich aus dem erbitterten politischen Kampf in Indien herauszuhalten.
Maudūdī hielt noch sehr lange an dem Gedanken fest, dass die Errichtung eines muslimischen Nationalstaats nutzlos sei, fest. Als er beispielsweise in den ersten Monaten des Jahres 1947 an der Aligarh Muslim University über den „Prozess der Islamischen Revolution“ sprach, sagte er:

„Warum sollten wir törichterweise unsere Zeit damit verschwenden, den sogenannten muslimischen Nationalstaat voranzutreiben und unsere Energien für seine Errichtung vergeuden, wenn wir wissen, dass er für unsere Zwecke nicht nur nutzlos sein wird, sondern sich eher als Hindernis auf unserem Weg erweisen wird?“

Schließlich gelangte Maudūdī aber doch zu der Einsicht, dass eine Teilung Indiens nicht mehr aufzuhalten war. Im April 1947, als dieses Ereignis unmittelbar bevorstand, sagte er bei einer Rede in Madras, dass die Jama'at-i-Islami in eine indische und eine pakistanische Organisation aufgeteilt werden müsste, die jeweils innerhalb des politischen Rahmens und unter den besonderen Umständen eines demokratischen Staates mit einer muslimischen Minderheit und eines mit einer muslimischen Mehrheit arbeiten müssten.

### In Pakistan

#### Agitation für den Islamischen Staat und erste Inhaftierung

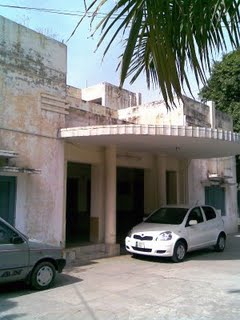
Maudūdīs Haus in Ichhra

Als im August 1947 die Teilung Indiens vollzogen wurde, lebte Maudūdī mit seinen engsten Anhängern in einer kleinen, separaten Gemeinde in Pathankot, die er Dār al-Islām nannte. Der Ort lag auf der indischen Seite der Grenze. Als Reaktion auf die Ereignisse zog er nach Ichhra, einem Vorort von Lahore. Fast unmittelbar nach seiner Ankunft in Pakistan begann die Jamaat-i Islami mit Hilfsaktivitäten für die Flüchtlinge, die in das schlecht ausgestattete neue Land strömten. Am 6. Februar 1948 nahm dann Maudūdī mit einem öffentlichen Vortrag am Law College von Lahore seine Kampagne zur Schaffung eines  islamischen Staates in Pakistan auf. In seinem Vortrag argumentierte er unter anderem damit, dass Pakistan im Gegensatz zu anderen muslimischen Ländern „ausschließlich mit dem Ziel gegründet“ worden sei, „die Heimat des Islam zu werden“. Nach seiner Vorstellung sollte die Verfassungsgebende Versammlung Pakistans folgendes beschließen:
1. Die Souveränität in Pakistan liegt allein bei Gott, und die pakistanische Regierung soll das Land als sein Vertreter verwalten;
2. Das Grundgesetz des Landes ist die islamische Scharia, die durch Mohammed übermittelt wurde;
3. Alle bestehenden Gesetze, die im Widerspruch zum Scharia stehen, sollen zu gegebener Zeit aufgehoben oder mit dem Grundgesetz in Einklang gebracht werden, und künftig sollen keine Gesetze mehr erlassen werden, die in irgendeiner Weise im Widerspruch zum Scharia stehen.
4. Der Staat soll bei der Ausübung seiner Macht nicht befugt sein, die vom Islam gesetzten Grenzen zu überschreiten.[27]

Zum ersten Mal wandte sich Maudūdī bei seiner Kampagne auch an die Massen, indem er Prediger aussandte und Literatur in den Dörfern der ländlichen Gebiete Westpakistans verbreiten ließ. In seinen Vorträgen sprach er sich für eine stufenweise Islamisierung des Staates aus, in deren Verlauf säkular gesinnte Beamte durch Theokraten ersetzt werden sollten.
Durch seine Vorträge, seine Schriften und seine Partei erregte Maudūdī in den Anfangsjahren Pakistans so große Aufmerksamkeit, dass die pakistanische Regierung es für angebracht hielt, ihn zu inhaftieren. Die erste Verhaftung erfolgte am 4. Oktober 1948. Auslöser waren Äußerungen Maudūdīs in einer Moschee in Peschawar, in denen er bestritt, dass der Krieg in Kaschmir die Voraussetzungen eines islamischen Dschihad erfüllte. Shabbir Ahmad Usmani, der direkten Zugang zu Premierminister Liaquat Ali Khan und Muhammad Ali Jinnah hatte, protestierte gegen Maudūdīs Verhaftung und sagte, Pakistan sei mit dem Ziel gegründet worden, ein islamischer Staat zu werden.
Die Verabschiedung der Objectives Resolution durch die Verfassungsgebende Versammlung im März 1949 sah Maudūdī als einen wichtigen Schritt in Pakistans Entwicklung hin zu einem islamischen Staat an. Wenige Wochen danach erklärte die Jamāʿat-i Islāmī auf ihrer Jahreskonferenz in Lahore vom 6. bis 8. Mai 1949, dass die Internierung Maudūdīs nun nicht länger gerechtfertigt sei, und appellierte an die Regierung, ihn freizulassen. Als Konsequenz schrieb er in dem 1951 veröffentlichten Programm der Jama'at-i-Islami: „Nun, da dies ein regulärer islamischer Staat geworden ist, ist es nicht mehr das Land des Feindes, gegen das wir kämpfen müssen. Vielmehr ist es nun das Land der Freunde, unser eigenes Land, dessen Stärkung, Aufbau und Fortschritt unsere Pflicht sind.“

#### Agitation gegen die Ahmadiyya und zweite Inhaftierung
In den Jahren 1952–1953 schloss sich Maudūdī der anti-pakistanischen Gruppe der Ahrār sowie den ʿUlamā' an, die diskriminierende Gesetze und exekutive Maßnahmen gegen die Ahmadiyya forderten. Als die Agitation zu Massenunruhen führte, wurde im Februar 1953 in Lahore das Kriegsrecht ausgerufen. Da Maudūdī als Sprecher der ʿUlamā' auftrat, wurde er verhaftet und im Mai 1953 von einem Kriegsgericht wegen seiner Beteiligung an den Vorfällen zum Tode verurteilt. Konkret wurde ihm die Veröffentlichung einer Broschüre mit dem Titel „Die Qadiani-Frage“ vorgeworfen, wobei Qadiani die damals übliche Bezeichnung für Ahmadiyya Muslim Jamaat war. Maudūdī hatte die Broschüre allerdings vor dem Verbot von Veröffentlichungen zum Ahmadiyya-Thema veröffentlicht. Er wurde von daher für etwas verurteilt, was zur Zeit der Durchführung gar nicht gesetzeswidrig war.
Nach Charles Adams stellte die Zeit der Agitation gegen die Ahmadiyya den Höhepunkt von Maudūdīs Einfluss und Ansehen unter den Mitgliedern der religiösen Klasse und zugleich den Höhepunkt seines Einflusses auf die Angelegenheiten Pakistans dar. Maudūdī unterstützte zwar die Ziele der Khatm-i-Nubuwwat-Bewegung, soweit es um den Status der Ahmadiyya-Minderheit ging, der sogenannte Munir-Bericht, der diese Unruhen untersuchte, sprach ihn aber persönlich von jeglicher Verantwortung für „direkte Aktionen“ frei. Allerdings zeigte er, dass Maudūdī seine Stellvertreter in der Jama'at-i-Islami, von denen viele radikaler waren als er, nicht unter Kontrolle hatte. Trotz seiner Missbilligung und ausdrücklichen Anweisungen hatte der Karatschi-Zweig der Organisation aktiv „direkte Aktionen“ gefördert. Auf Druck der Regierung wurde Maudūdīs Strafe in eine 14 jährige Haftstrafe unter erschwerten Bedingungen umgewandelt. Das Urteil wurde aber nicht vollstreckt, und Maudūdī wurde schon nach zwanzig Monaten Haft wieder freigelassen.

#### Reaktion auf die Verfassung von 1956
Chaudhry Muhammad Ali, von 1955 bis 1956 Premierminister Pakistans, war ein großer Bewunderer Maudūdīs. Die pakistanische Verfassung von 1956 akzeptierten Maudūdī und die Jama'at-i-Islami mit nur geringfügigen Änderungsvorschlägen. Maudūdī scheint der Ansicht gewesen zu sein, dass die Mehrheit seiner Forderungen in der Verfassung berücksichtigt worden sei, und seine Absicht bestand offenbar darin, von nun an als Vorsitzender einer politischen Partei im demokratischen Rahmen zu arbeiten.

#### Oppositionsarbeit unter Ayub Khan
Nach dem Militärputsch von 1958 lebte Maudūdī zurückgezogen in Lahore, wo er zwar über politisch harmlose Themen sprechen und schreiben durfte, jedoch streng beobachtet wurde, um zu verhindern, dass er erneut als Faktor in die politische Situation eintrat. Um den konservativen Einflüssen seiner Partei entgegenzuwirken, gründete Premierminister Muhammed Ayub Khan das Institute for Islamic Culture in Lahore, eine staatlich geförderte Forschungseinrichtung, die Bücher in Englisch und Urdu veröffentlichte, die modernistische Ansichten des Islams zum Ausdruck brachten.
Als im Juli 1962 das Verbot politischer Parteien aufgehoben wurde, genügte eine Erklärung von Maudūdī, um die Jama'at-i Islami mit einer ganzen Reihe von Anklagen gegen und Aufforderungen an die Regierung wieder auf die politische Bühne zu bringen. Die Punkte, die Maudūdī und seine Anhänger gegen das Ayub-Regime vorbrachten, reichten von so geringfügigen Dingen wie der Streichung des Worts „islamisch“ aus dem offiziellen Namen des Landes bis hin zur Kritik am Landreformprogramm. 1963 begann die Jama'at-i-Islami einen neuen Angriff auf die zunehmend freundliche Politik der Regierung gegenüber dem kommunistischen China. Die öffentliche Meinung lehnte jedoch die Haltung der Partei zu diesem außenpolitischen Kurswechsel ab, und Maudūdī und seine Anhänger wurden scharf verurteilt. Im Januar 1964 wurden er und 43 weitere führende Parteimitglieder der Jama'at-i Islami verhaftet und wegen Störung der öffentlichen Ordnung inhaftiert. Diese dritte Inhaftierung Maudūdīs aufgrund seiner politischen Ansichten war jedoch die kürzeste seines Lebens. Am 9. Oktober 1964 erklärte der Oberste Gerichtshof von Westpakistan die Inhaftierung Maudūdīs und seiner 43 Anhänger für ungültig, woraufhin sie sofort freigelassen wurden.
Eine seiner ersten Handlungen nach seiner Freilassung bestand darin, eine lange öffentliche Rede zu halten, in der er sich mit seiner Partei der Koalition anschloss, die bei den Wahlen die Oppositionspolitikerin Fatimah Jinnah gegen Ayub Khan als Kandidatin für die Präsidentschaft Pakistans unterstützte. Diese Position brachte ihm allerdings viel Spott ein, weil er zuvor die Meinung vertreten hatte, eine Frau könne nicht das Oberhaupt eines islamischen Staates sein. Die Regierung von Muhammed Ayub Khan brachte ihn mit Diktatur, opportunistischen Koranauslegungen und dem Unvermögen, den wahren islamischen Charakter des pakistanischen Volkes zu erkennen, in Verbindung. Auf diese Anschuldigungen konnte Maudūdī nur schwer etwas entgegnen, vor allem weil die Regierung die Presse kontrollierte.

#### Letzte Jahre
1970 trat Maudūdī vom Vorsitz seiner Partei zurück, nachdem sie bei den Wahlen ein verheerendes Ergebnis erzielt hatte. Dennoch war er 1977 bei dem Versuch der Jamāʿat-i islāmī beteiligt, die Regierung von Zulfiqar ’Ali Bhutto (1928–1979) zu stürzen. 1977 putschte sich General Zia ul Haq an die Macht, dessen Regime eine Islamisierung Pakistans propagierte. Es war das einzige Regime, das Maududi politisch für unterstützenswert hielt. 1979 erhielt er den ersten König-Faisal-Preis für Verdienste um den Islam. Maududi starb am 22. September 1979 in einem Krankenhaus in Buffalo, New York.

## Positionen und Ideologie

### Der Dschihad
Maududis Streben gilt der Errichtung eines islamischen Staates. Wichtigstes Mittel, dieses Ziel zu erreichen, ist der Dschihad. Gebet, Fasten, Almosensteuer und Pilgerfahrt dienen allesamt der Vorbereitung auf den Dschihad. Er ruft die Muslime zum Kampf auf: „Zieht aus und kämpft! Entfernt die Menschen, die sich gegen Gott aufgelehnt haben, aus ihren Führungspositionen und errichtet das Kalifat.“ Dieser Kampf ist auch unter Einsatz des Lebens zu führen:
„Wenn ihr an die Richtigkeit des Islam glaubt, bleibt euch nichts anderes übrig, als eure ganze Kraft einzusetzen, um sie auf Erden vorherrschen zu lassen. Entweder schafft ihr dies, oder ihr opfert euer Leben in diesem Kampf.“
Auch die Tötung anderer ist Maududi zufolge in Kauf zu nehmen:
„Das größte Opfer für die Sache Gottes wird im Dschihad dargebracht, denn in diesem Kampf gibt der Mensch nicht nur sein eigenes Leben und sein Hab und Gut hin, sondern er vernichtet auch Leben und Eigentum anderer. Doch wie bereits dargelegt, ist einer der Grundsätze des Islams, daß wir einen geringeren Verlust auf uns nehmen sollten, um uns vor einem größeren Schaden zu schützen. Was bedeutet der Verlust einiger Menschenleben, selbst wenn es einige Tausende oder mehr sein sollten, gegenüber dem Unheil, das die Menschheit befallen würde, wenn das Böse über das Gute und der aggressive Atheismus über die Religion Gottes den Sieg davontragen würde?“
Nach Maududi beschränken den Dschihad die Grundprinzipien des Islam; Dschihad muss im Namen Gottes erfolgen, nicht zur Selbstbereicherung von Individuen oder Nationen. Er respektiert also in gewissem Umfang die im Islam anerkannten Religionen (im Wesentlichen also die anderen Abrahamsreligionen Judentum und Christentum) und erkennt das Recht auf Religionsausübung eroberter Völker an, aber nur soweit die Verhaltensregeln und Werte dieser Religionen nicht muslimischem Recht widersprechen. Ein religiös begründetes Recht auf demokratische Selbstbestimmung des Menschen oder auf staatliche Durchsetzung der Menschenrechte (da nur von Menschen gemacht und nicht von Gott befohlen oder gewährt) gibt es nicht. Dschihad ist damit zwar kein Mittel zur Zwangsislamisierung, sondern dient der Errichtung eines wahrhaftig islamischen Staat, der es allen Muslimen ermöglicht, in „völliger Übereinstimmung“ mit ihrer Religion zu leben. Diese „völlige Übereinstimmung“ impliziert aber notwendig, dass – zum Beispiel demokratisch legitimierte – Kompromisse islamischen Rechts mit Rechtsvorstellungen anderer Religionen, soweit diese mit islamischem Recht nicht vereinbar sind, in einem islamischen Staat im Sinne Maududis nicht möglich sind.

### Die Welt als Reich Gottes
Maudūdī war der Auffassung, dass das Universum das Reich Gottes ist und die Erde nur eine Provinz dieses Königreichs ist. Die Quelle des menschlichen Fortschritts, so meinte Maudūdī, ist die Anpassung des Einzelnen an die Realität des Universums. Aufgabe des Menschen sei es, Gott zu gehorchen. Den ersten Satz des islamischen Glaubensbekenntnisses, der „Lā Ilāha illā Llāh“ lautet, interpretiert er so: „Es gibt keinen anderen, dem man gehorchen muss, außer Gott.“
Der Mensch, so glaubte er, komme nur deshalb vom rechten Weg ab, weil er den Drang verspüre, seine Mitmenschen zu beherrschen, sei es direkt oder indirekt. Andere zu beherrschen, heiße aber, Gott zu spielen, und sich beherrschen zu lassen, heiße, ein Goldenes Kalb anzubeten. Wann immer der Mensch sich in einer Position befindet, von der aus er dominieren kann, so Maudūdī, „herrschen Tyrannei, Exzess, Maßlosigkeit, unrechtmäßige Ausbeutung und Ungleichheit“. Als Beispiele für die vielen Arten, mit denen der Mensch seine herrschsüchtigen Eigenschaften unter Beweis stellt, nennt Maudūdī den Großen Faschistischen Rat in Italien, die Führer der NSDAP in Deutschland, die Direktoren der Bank of England und die Kapitalisten der Wall Street in Amerika. Diese bedauerliche, wenn auch natürliche Schwäche des Menschen (Maudūdī nennt sie eine „schreckliche Krankheit“) könne nur dadurch behoben werden, dass der Mensch alle Herren ablehnt und ausdrücklich anerkennt, dass nur Allah der Herr ist. Das Ziel aller Propheten seit Menschengedenken sei das gleiche gewesen, nämlich „die Zerstörung der Vorherrschaft des Menschen über den Menschen“.
Maudūdī begründete seine Position mit der Feststellung, dass die gesamte nicht-menschliche oder untermenschliche Welt die Souveränität Gottes auf ganz unmissverständliche Weise anerkenne. Es gibt, so meinte er unter Berufung auf den Koran als auch auf seine eigenen Beobachtungen, ein Gesetz, das alles Existierende regiert. Folglich müsse auch für die menschliche Gesellschaft ein solches Gesetz existieren und dessen Missachtung Chaos und Leid für die Menschen hervorbringen. Jedes Leben, das das Gebot der Unterwerfung unter Gott befolgt, ist nach Maudūdī Islam, und alles, was dies nicht tut, ist Dschāhilīya. Den Säkularismus setzte Maudūdī mit Religionslosigkeit gleich und betrachtete ihn als das genaue Gegenteil des Islam, da er seiner Ansicht nach den Weg für den Ausschluss jeglicher Moral, Ethik oder menschlichen Anstands aus den Kontrollmechanismen der Gesellschaft ebnete.

### Der islamische Staat

#### Grundlagen
Maududi lehnte einen Nationalismus nach europäischem Vorbild ab und warb für die Idee eines islamischen Staates, der sich auf die Religion und nicht auf eine bestimmte Nationalität gründet. Den grundlegenden Rahmen für die Natur und die Merkmale des Islamischen Staates liefert nach seinem Verständnis die Scharia. Um die implizite und ungeschriebene Staatsverfassung der Scharia in eine systematische schriftliche Form zu bringen, reicht nach Maudūdī eine sorgfältige Untersuchung der vier folgenden Quellen, die alle schriftlich niedergelegt, leicht zugänglich und bekannt sind:
1. Der Koran
2. Die Sunna des Propheten
3. Die Konventionen und Praktiken der vier rechtgeleiteten Kalifen
4. Die Regeln der großen Rechtsgelehrten der islamischen Tradition.[65]

#### Der islamische Staat als „Theo-Demokratie“
Nach Maudūdīs Vorstellung kann die Herrschaft in einem islamischen Staat nur von Gott ausgehen. Er meinte, dass der passendste Titel für den islamischen Staat eigentlich „Reich Gottes“ wäre, ein Begriff, der im Englischen mit Theokratie wiedergegeben wird. Da dieses Wort jedoch die Herrschaft einer Priesterkaste impliziere, die im Namen Gottes regiere, sei es unpassend. Deshalb schlug er den neuen Begriff Theo-Demokratie vor. Damit meinte er eine göttliche demokratische Regierung, die den Muslimen unter der Oberhoheit Gottes eine begrenzte Volkssouveränität zugesteht. Die Exekutive dieses Regierungssystems sollte durch den allgemeinen Willen der Muslime gebildet werden, die auch das Recht haben, sie abzusetzen. Jeder Muslim, der in der Lage und qualifiziert sei, eine fundierte Meinung zu Fragen des islamischen Rechts abzugeben, habe das Recht, das Gesetz Gottes auszulegen, wenn dies notwendig sei. In diesem Sinne sei der islamische Staat eine Demokratie. Um eine Theokratie handele es sich in dem Sinne, dass dort, wo bereits ein ausdrücklicher Befehl Gottes oder seines Propheten vorliege, kein muslimischer Führer, kein Gesetzgeber und kein Religionsgelehrter ein unabhängiges Urteil fällen könne, nicht einmal alle Muslime der Welt zusammengenommen hätten das Recht, auch nur die geringste Änderung daran vorzunehmen.
Der islamische Staat kann nach Maudūdīs Vorstellung den Umfang seiner Aktivitäten nicht einschränken, sondern ist universell und allumfassend. Sein Wirkungsbereich erstreckt sich auf das gesamte menschliche Leben. Und er gibt zu, dass „der islamische Staat unter diesem Aspekt eine gewisse Ähnlichkeit mit den faschistischen und kommunistischen Staaten aufweist“. Doch meint er, dass sich dieser Staat trotz seiner Allumfassendheit erheblich und grundlegend von den modernen totalitären und autoritären Staaten unterscheidet. Dies begründet er unter anderem mit seiner speziellen Theorie vom Kalifat. Demnach sind alle Gläubigen Träger des Kalifats. Das Kalifat ist also nicht auf eine Familie, Klasse oder Rasse beschränkt. Jedes Mitglied der Gesellschaft sei ein Kalif, also Stellvertreter Gottes und ein gleichberechtigter Teilnehmer an diesem Kalifat. Bei einer anderen Gelegenheit nannte er diese Staatsform „das republikanische Kalifat“ und begründete sie mit der koranischen Aussage in Sure 24:55: „Gott hat denjenigen von euch, die glauben und tun, was recht ist, versprochen, dass er sie zu Nachfolgern (Stellvertretern) bestellen wird“.

#### Die Führung
Maudūdī hielt es für unlogisch, von Nichtmuslimen, die nicht an die islamische Ideologie glauben, zu erwarten, dass sie diese hochhalten und ihre Konsequenzen im gesellschaftlichen Leben umzusetzen. „Es liegt in der Natur des Islamischen Staates,“ so schrieb er, „dass dieser nur von jenen regiert werden darf, die an die Ideologie glauben, auf der er basiert, und an das göttliche Gesetz, das er zu verwalten hat.“ Noch wichtiger als die Notwendigkeit, dass wichtige Beamte und Verwaltungsangestellte formal Muslime waren, war für ihn die Notwendigkeit, dass sie auch echte und gute Muslime waren.
Die beiden einzigen Regierungsinstitutionen, die Maudūdī in seinen Ausführungen über den islamischen Staat näher betrachtet, sind das Staatsoberhaupt und der Konsultativrat (majlis-i šūrā). Das Prinzip, auf das Maudūdī zur Rechtfertigung des Konsultativrats verwies, ist das der Schūrā. Er leitete die Notwendigkeit dieser Institution aus der koranischen Formulierung „deren Richtschnur gegenseitige Beratung ist“ (Sure 42:38) ab und aus dem Beispiel des Kalifen ʿUmar ibn al-Chattāb, der zu seiner Unterstützung einen Rat von Beratern ernannt hatte. Nach Maudūdīs Vorstellung sollte der Konsultativrat eine gesetzgeberische Funktion ausüben, wobei für die Gesetzgebung vier Formen vorgesehen sind:
1. Interpretation der in Koran und Sunna niedergelegten Scharia
2. Erschließung von Rechtnormen durch Qiyās
3. Ableitung von spezifischen Regeln aus allgemeinen islamischen Prinzipien
4. Unabhängige Gesetzgebung in Bereichen, in denen die Scharia keine Vorgaben macht.

Alle diese vier Formen der „Gesetzgebung“ stellen nach Maudūdīs Ansicht Beispiele für das etablierte islamische Rechtsprinzip des Idschtihād dar. Der Konsultativrat steht dem Herrscher für Beratung zur Verfügung, doch sind die Meinungen und Urteile seiner Mitglieder nach Maudūdīs Darstellung Urteile weder für den Herrscher noch für das Volk des islamischen Staates bindend.
Das Recht zu herrschen steht der gesamten Gemeinschaft der Gläubigen zu. Sowohl der Führer als auch die Mitglieder des Konsultationsrates müssen aber folgende Voraussetzungen erfüllen:
1. Glaube an die Scharia und Überzeugung von ihrer Wahrhaftigkeit
2. Fundierte Kenntnisse der arabischen Sprache, ihrer Grammatik und Literatur
3. Fundierte Kenntnisse des Korans und der Sunna
4. Kenntnis der Beiträge früherer Juristen und Denker des Islams
5. Vertrautheit mit den Problemen der Gegenwart
6. Lobenswerter Charakter und Verhalten gemäß den islamischen ethischen Standards.[75]

Auffällig an dieser Aufzählung von Eigenschaften ist, dass sie genau Maudūdīs eigene Qualifikationen widerspiegeln.

#### Die Staatsbürgerschaft
Maududi unterscheidet zwischen zwei Arten von Bürgern: Muslime und Dhimmis. Das Wahlrecht steht ausschließlich den muslimischen Bürgern des Landes zu.
Den Muslimen obliegt es, den Staat entsprechend der islamischen Regeln zu gestalten. Sie haben das Recht, das Staatsoberhaupt und den Konsultationsrat zu wählen, und können Schlüsselpositionen des Staates einnehmen. Auch die Landesverteidigung gehört zu ihren Aufgaben.
„Dhimmis“ (Schutzbefohlene) definiert Maududi als jene nichtmuslimische Bürger, die dem islamischen Staat loyal und gehorsam gegenüberstehen. Ihr Leben, Eigentum und ihre Kultur, religiöse Überzeugungen und Ehre stehen unter dem Schutz des Staates. In zivilen und wirtschaftlichen Belangen sollen die Nichtmuslime den Muslimen gleichgestellt werden. Nichtmuslime besitzen kein Wahlrecht. Schlüsselpositionen ausgenommen, können sie jeder Art von Beschäftigung nachgehen. Von der Pflicht zur Landesverteidigung sind sie befreit.

### Polygamie
Maudūdī war ein Befürworter der Polygamie. Er meinte, dass nur diejenigen Muslime, die übermäßig von der westlichen Zivilisation beeindruckt seien, den Koran als grundsätzlichen Gegner der Polygamie interpretiert. Sie hätten blind das westliche Prinzip der Monogamie kopiert, obwohl es im Widerspruch zu jedem göttlichen Buch stehe. Die Monogamie betrachtete Maudūdī als „das Erbe des heidnischen Roms.“ Die Tatsache, dass Polygamie in Arabien bereits vor Mohammed gängige Praxis war und er keine Offenbarung erhielt, die sie verbot, war nach Ansicht von Maudūdī Beweis genug für ihre Zulässigkeit. In seiner Antwort auf einen Fragebogen, der Anfang 1956 von der Commission on Marriage and Family Laws, verwies er darauf, dass nach allgemeiner Überlieferung Sure 4:3, der Koranvers zur Polygamie, kurz nach der Niederlage der Muslime in der Schlacht von Uhud im Jahr 625 offenbart wurde, durch die viele Personen zu Waisen geworden waren. Der Vers habe somit keine „neue Erlaubnis“ dargestellt. Vielmehr habe er darauf gedrängt, „dass zur Lösung eines sozialen Problems auf eine bestimmte gängige Praxis zurückgegriffen werden sollte, die erlaubt war.“

## Rezeption
Maudūdīs Werke, die nach 1951 auf Arabisch veröffentlicht wurden, hatten einen großen Einfluss auf Sayyid Qutbs Schriften zum Dschihad. Qutb gab auch zu, dass er sein Dschāhilīya-Konzept von Maudūdī übernommen hatte.

## Werke (in chronologischer Reihenfolge)
- al-Jihād fī l-Islām (1927). Maudūdīs erstes bedeutendes Buch, das er schrieb, um Muslime gegen Vorwürfe von Hindus zu verteidigen, nachdem 1926 ein prominenter Hindu-Führer von einem muslimischen Fanatiker ermordet worden war.[9]
- Risāla-yi Dīnīyat (1932), ins Englische übersetzt unter dem Titel Towards Understanding Islam.
- Die Zeitschrift Tarjumān ul-Qurʾān, veröffentlicht mit nur gelegentlichen Unterbrechungen von 1933 bis 1966, war das wichtigste Sprachrohr für Maudūdīs Denken.[15]
- Musalmān aur maujūda siyāsī kašmakaš („Die Muslime und der anhaltende politische Konflikt“), dreibändige Sammlung von Essays (Lahore 1938).[81] Die Aufsätze der drei Bände, von denen die meisten ursprünglich in Mawdudis Zeitschrift erschienen, wurden mehrfach in gesammelter Form sowohl in Indien als auch in Pakistan veröffentlicht. Sie spiegeln die Schwerpunktveränderungen im politischen und ideologischen Kampf der zehn Jahre vor der Teilung Indiens und Mawdudis Reaktionen darauf wider.[82]
- Towards Understanding Islam (Lahore 1940).[83]
- Political Theory of Islam, englische Übersetzung einer Rede, die Maudūdī im Oktober 1939 in der Shah-Chiragh-Moschee in Lahore hielt, veröffentlicht im selben Jahr in Pathankot.[84]
- Nationalism and India (Lahore 1941)
- The Process of Islamic Revolution, an der Aligarh Muslim University gehaltener Vortrag, 1947 zum ersten Mal veröffentlicht.[85]
- The Economic Problem of Man and its Islamic Solution, 1947 erstmals veröffentlichte schriftliche Fassung einer Rede, die Maudūdī am 20. Oktober 1941 an der Aligarh Muslim University hielt.[86]
- Tafhīm al-Qurʾān, sechsbändiger Korankommentar, an dem Maudūdī, wie er selbst im Vorwort schreibt, fünf Jahre (1944–1949) arbeitete.[87]
- Jamāʿat-i-Islāmī kā maqṣad, tārīẖ, aur lāʾiḥa-i-ʿamal („Ziel, Geschichte und Programm der Jamāʿat-i Islāmī“), veröffentlicht in Lahore 1951.[88]
- Vorlesung über islamisches Staatsrecht, Marrakesch 1952. In: Andreas Meier Hg., Der politische Auftrag des Islam. Programme und Kritik zwischen Fundamentalismus und Reformen. Originalstimmen aus der islamischen Welt. Peter Hammer Verlag, Wuppertal 1994, ISBN 3-87294-616-1, S. 185–193 (mit Einl. des Hg.)
- Tajdīd wa Iḥyā-yi dīn, englische Übersetzung von al-Ash'ari unter dem Titel A short history of the revivalist movement in Islam (Lahore 1963).[89]
- The Qadiani Problem (Lahore 1953)[90]
- Taḥrīk-i Islāmī kī aẖlāqī bunyādeṉ, 5. Aufl., Lahore 1954.[91] – Engl. Übersetzung unter dem Titel The Moral Foundations of the Islamic Movement. Lahore 1976
- The Islamic Law and Constitution, Sammlung von Vorträgen Maudūdīs, von den er die beiden wichtigsten Anfang 1948 vor dem Law College in Lahore gehalten hat. Das Werk erschien erstmals 1955 in Karatschi in einer englischen Übersetzung von Khurshid Ahmad. 2. Auflage 1960.[92]